# Червона Зоря (Ізюмський район)
Черво́на Зоря́ — село в Україні, у Барвінківській міській громаді Ізюмського району Харківської області. Населення становить 170 осіб. До 2020 орган місцевого самоврядування — Гаврилівська сільська рада.

## Географія
Село Червона Зоря знаходиться за 2 км від села Африканівка, за 3 км від залізничної станції Григорівка, за 4,5 км село Гаврилівка і залізнична станція Гаврилівка. По селу протікає пересихаючий струмок, який через 4 км впадає в річку Сухий Торець. На струмку зроблено кілька загат.

## Історія
12 червня 2020 року, відповідно до Розпорядження Кабінету Міністрів України  № 725-р «Про визначення адміністративних центрів та затвердження територій територіальних громад Харківської області», увійшло до складу Барвінківської міської територіальної громади.
19 липня 2020 року, в результаті адміністративно-територіальної реформи та ліквідації Барвінківського району, село увійшло до складу Ізюмського району.
22 червня 2023 року рішенням №230 Національної комісії зі стандартів державної мови віднесено до списку населених пунктів, які «можуть не відповідати лексичним нормам української мови», зокрема стосуватися «російської імперської чи колоніальної політики». Громаді рекомендовано обґрунтувати доцільність збереження поточної назви або запропонувати нову назву в установленому законодавством порядку.

## Економіка
В селі є молочно-товарна ферма.